# 阿爾巴尼亞社會黨
阿爾巴尼亞社會黨（缩写为PSSh）是阿爾巴尼亞的一個社会民主主义政黨。1991年6月13日，由阿尔巴尼亚劳动党改組而成。
1991年—1992年、1997年—2005年、2013年至今，该党是阿尔巴尼亚的執政黨。
該黨與阿爾巴尼亞最大右翼反對黨阿爾巴尼亞民主黨同樣表示支持阿爾巴尼亞加入歐盟。

## 歷史
该党在1997年政治危機後透過議會大選成為執政黨。2001年議會大選，社會黨取得阿爾巴尼亞議會140席中的73席，繼續維持單獨執政地位。
2005年議會大選，该黨失去其多數議席，右翼阿爾巴尼亞民主黨與其盟友獲得過半數的81席成為執政黨。社會黨在往後八年間的在野時期成為主要反對黨。
阿爾巴尼亞勞動黨在1991年6月的黨代表大會中決議更名為阿爾巴尼亞社會黨，意识形态從霍查主義轉為社會民主主義。法托斯·納諾被選為首任主席。
在納諾的领导下，社会黨进行了改革，并加入社會黨國際。2005年9月1日，納諾因敗選辭去主席职务，埃迪·拉馬接任主席。
2013年議會大選，社會黨取得阿爾巴尼亞議會140席中的66席，取回執政權，埃迪·拉馬成為阿爾巴尼亞總理。
2017年議會大選，社會黨取得阿爾巴尼亞議會140席中的74席，因其議席總數多於議會法定數的一半，社會黨可以單獨執政。

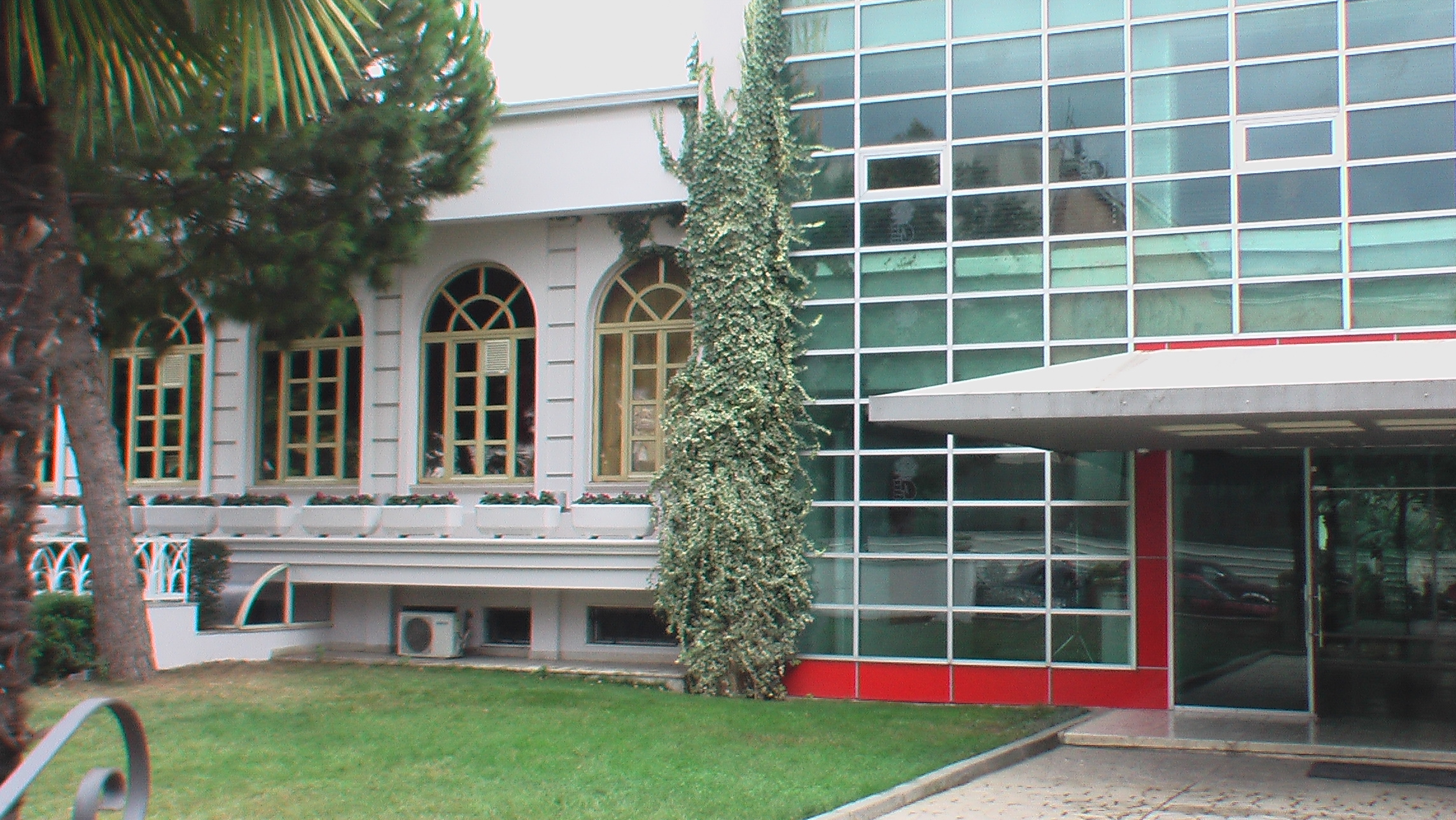
黨總部

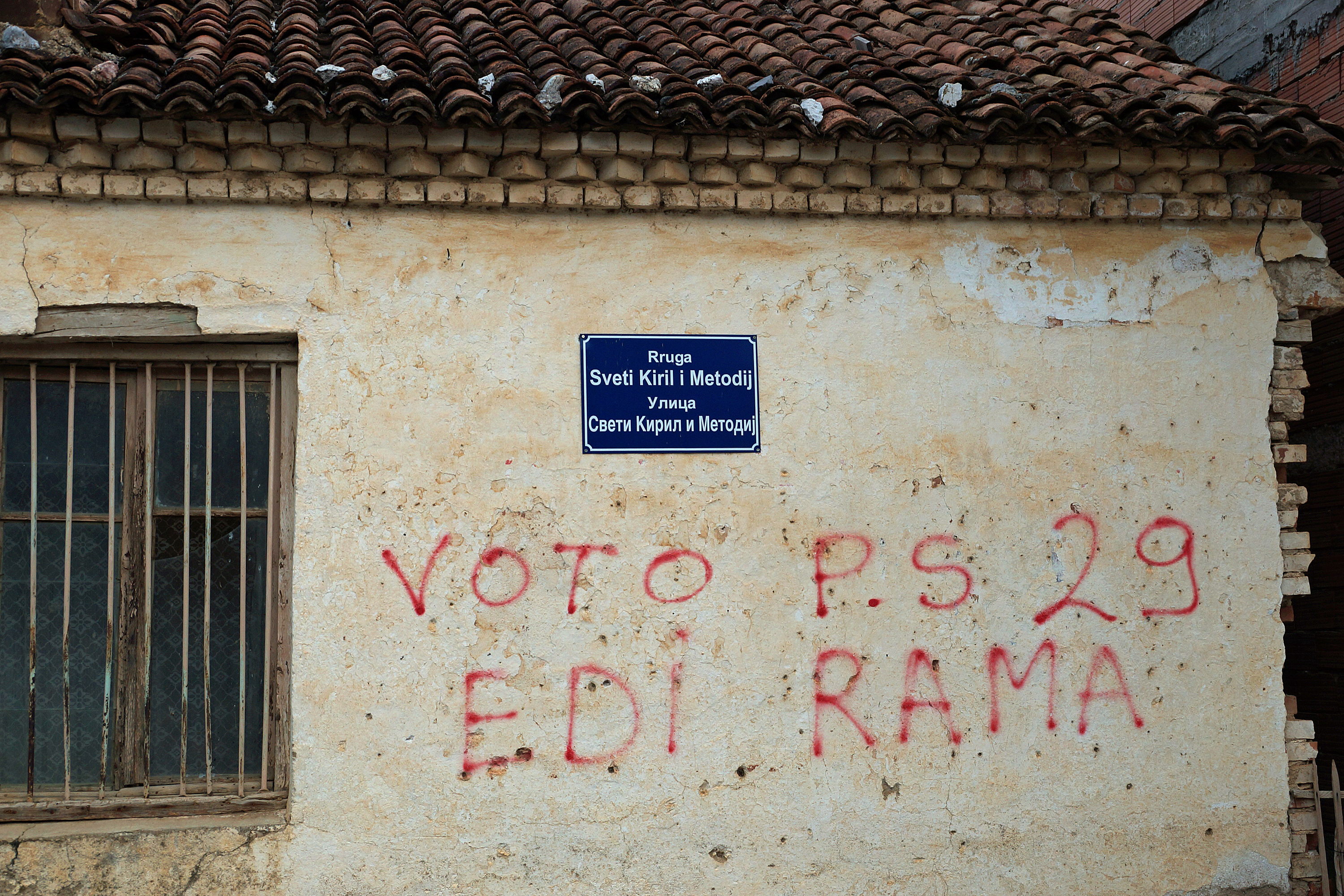
街頭宣傳標語

## 历任主席
1. 法托斯·纳诺：1991年6月12日－2005年10月10日
2. 埃迪·拉马：2005年10月10日至今

## 選舉表現
| 選舉 | 得票    | %      | 席位数    | 增減 | 名次    | 執政     |
| ---- | ------- | ------ | --------- | ---- | ------- | -------- |
| 1992 | 433,602 | 23.70% | 38 / 140  | ━    | ━ 第2位 | 反對黨   |
| 1996 | 335,402 | 20.40% | 10 / 140  | ▼ 28 | ━ 第2位 | 反對黨   |
| 1997 | 413,369 | 31.60% | 101 / 155 | ▲ 91 | ▲ 第1位 | 聯合政府 |
| 2001 | 555,272 | 41.40% | 73 / 140  | ▼ 28 | ━ 第1位 | 聯合政府 |
| 2005 | 538,906 | 39.40% | 42 / 140  | ▼ 31 | ▼ 第2位 | 反對黨   |
| 2009 | 620,586 | 40.90% | 65 / 140  | ▲ 23 | ▲ 第1位 | 反對黨   |
| 2013 | 713,407 | 41.36% | 65 / 140  | ━    | ━ 第1位 | 聯合政府 |
| 2017 | 764,761 | 48.19% | 74 / 140  | ▲ 9  | ━ 第1位 | 多數黨   |
| 2021 | 768,177 | 48.68% | 74 / 140  | ━    | ━ 第1位 | 多數黨   |
| 2025 | 853,961 | 53.23% | 83 / 140  | ▲ 9  | ━ 第1位 | 多數黨   |

## 外部連結
- 阿尔巴尼亚社會黨官方网站 （页面存档备份，存于）